# KBS交響楽団
KBS交響楽団（ケービーエスこうきょうがくだん、朝鮮語: KBS 교향악단、英語: KBS Symphony Orchestra、英文略称：KBSSO）は、韓国のソウルに本拠を置くオーケストラ。

## 概要
1956年国営放送局専属のオーケストラとして創設された。1969年に楽員を増員し韓国国立交響楽団(KNSO)に名称を改め、1981年にはKBS交響楽団(KBSSO)を正式名称とした。韓国放送公社（KBS）に所属し、芸術の殿堂とロッテ・コンサートホールなどで定期演奏会を行う。

## 指揮者
首席指揮者
- 林元植（1956年-1971年）
- 洪燕澤（1971年-1981年）
- 元京洙（1986年-1988年）
- オトマール・マーガ （1992年-1996年）
- チョン・ミョンフン（1999年）
- ドミトリー・キタエンコ（1999年-2004年）
- ハム・シンイク（2010年-2012年）
- ヨエル・レヴィ（2013年-2019年）
- ピエタリ・インキネン（2022年- ）[2]

首席客演指揮者
- ワルター・ギレーゼン（1982年–1984年）
- モーシェ・アツモン（1990年–1992年）
- ヴァフタング・ジョルダニア（1990年–1996年）
- 朴恩聖（2000年–2002年）
- クァク・スン（2004年–2006年）

常任指揮者
- クム・ナンセ（1981年–1992年）

名誉指揮者
- 林元植（1998年–2002年）

## 日本との関係
放送局所属のオーケストラということもあり、2002年ワールドカップサッカー日韓共催記念としてNHK交響楽団と相互に相手国を訪問し、記念演奏会を開いた。
その5年後、2007年10月にはアジア・オーケストラ・ウィークに参加するため6回目の来日。東京オペラシティとザ・シンフォニーホール（大阪市）で公演を行う。
日韓国交正常化60周年を迎えた2025年には、チョン・ミョンフンの指揮で東京フィルハーモニー交響楽団との合同演奏会を東京とソウルで実施した。